# NGC 4328
NGC 4328 ist eine elliptische Zwerggalaxie vom Hubble-Typ E/S0 im Sternbild Coma Berenices am Nordsternhimmel. Sie ist schätzungsweise 20 Millionen Lichtjahre von der Milchstraße entfernt und hat einen Durchmesser von etwa 25.000 Lichtjahren. Die Galaxie wird unter der Katalognummer VVC 634 als Teil des Virgo-Galaxienhaufens gelistet.

Im selben Himmelsareal befinden sich u. a. die Galaxien Messier 100, NGC 4323, PGC 40214, PGC 3090632. 
Das Objekt wurde am 21. März 1784 von Wilhelm Herschel entdeckt.